# Station Gittelde/Bad Grund (Harz)
Station Gittelde/Bad Grund (Harz) (Bahnhof Gittelde/Bad Grund (Harz), ook wel Bahnhof Gittelde) is een spoorwegstation in de Duitse plaats Gittelde, in de deelstaat Nedersaksen. Het station ligt aan de spoorlijn Seesen - Herzberg, tot 1971 takte hier de spoorlijn af naar Bad Grund (Harz). Na de renovatie van het station werd Bad Grund in de stationsnaam toegevoegd. 

## Indeling
Het station beschikt over twee zijperrons, die niet zijn overkapt maar voorzien van abri's. De perrons zijn verbonden via een overweg in de straat Im Knick. Aan de westzijde van de sporen bevinden zich een parkeerterrein, een fietsenstalling en een bushalte. Ook staat hier het voormalige stationsgebouw van Gittelde.

## Verbindingen
De volgende treinserie doet het station Gittelde/Bad Grund (Harz) aan:
| Serie | Treinsoort                   | Route                                                                                           | Bijzonderheden                  |
| ----- | ---------------------------- | ----------------------------------------------------------------------------------------------- | ------------------------------- |
| RB 46 | Regionalbahn (DB Regio Nord) | Braunschweig Hbf – Salzgitter-Ringelheim – Seesen – Gittelde/Bad Grund (Harz) – Herzberg (Harz) | 1x per twee uur in het weekend. |